# Lars David von Troil
Lars David von Troil, född 22 maj 1764 i Uppsala, död 19 augusti 1827 i Ålby, Vendels socken, var en svensk ämbetsman.

## Biografi
Lars David von Troil föddes 1764 i Uppsala. Han var postum son till ärkebiskopen Samuel Troilius i Uppsala stift och Brita Elisabet Silfverstolpe. von Troil blev student vid Lunds universitet och 1783 extra ordinarie kanslist vid inrikes civilexpeditionen. Han blev 4 april 1784 kopist vid expeditionen, 1787 kanslist och 1789 vid ecklesiastikexpeditionen. von Troil blev 7 mars 1793 protokollssekreterare vid inrikesexpeditionen och 28 april1797 härold vid Nordstjärneorden. Han blev expeditionssekreterare vid kungliga majestäts kansliet och 28 april 1802 härold vid Kungl. Maj:ts Orden. von Troil blev 9 december 1802 underceremonimästare, 23 april 1808 kamrer vid Kungl. Maj:ts Orden och fick 29 juni 1809 kansliråds fullmakt. Han blev 4 maj 1810 rikshärold, samt riddare av Nordstjärneorden och blev 5 oktober 1819 ledamot av kanslistyrelsen. von Troil tog 28 januari 1824 avsked från rikshäroldsämbetet. Han avled 1827 på Ålby.

### Familj
von Troil gifte sig 30 juni 1803 i Stockholm med Anna Maria Tham (1775–1859), dotter till superkargören Gustaf Tham och Christina Maria Grill. De fick tillsammans barnen landshövdingen Samuel von Troil (1804–1880) i Malmöhus län, översten i armén Fredrik von Troil (1806–1873) och Elisabet Maria Johanna von Troil (1811–1865).